# 坐骨神経ブロック
坐骨神経ブロック（ざこつしんけいブロック、Sciatic nerve block）は、局所麻酔薬を使用して下肢の鎮痛を達成する神経ブロックである。このブロックは坐骨神経に影響を与えることによって機能し、膝または膝より下の手術が適応となる。
坐骨神経は、大臀筋経由でブロックされることがある（臀下部アプローチ）。また、坐骨神経は他の部位でも神経ブロックが可能である。膝窩では、坐骨神経は脛骨神経と総腓骨神経の2つの枝に分かれる。足首、アキレス腱、または足の手術を行う場合、坐骨神経の2つの枝に影響が及ぶ膝窩アプローチで行われる。このブロックは坐骨神経が分岐し始める、下肢の膝より上で行われる。坐骨神経の最も中枢側で行われるのは、傍仙骨アプローチであり、坐骨神経以外に後大腿皮神経や上殿神経、下殿神経などの仙骨神経叢由来の神経もブロックされる。このアプローチでは大腿後面がブロックされる。前方アプローチは仰臥位で可能な坐骨神経ブロックであり、大腿神経ブロックと同時に行える。このアプローチでは神経が深層にあるため、超音波ガイド下神経ブロックが普及するまでは難易度が高い方法であった。適応は膝から下の手術である。